# 圣保拉 (加利福尼亚州)
圣保拉（英語：Santa Paula）是美国加利福尼亚州文图拉县下属的一座城市。建市于1902年4月22日，面积大约为4.59平方英里 (11.9平方公里)。根据2010年美国人口普查，该市有人口29,321人。